# Энни Холл
«Энни Холл» (англ. Annie Hall) (1977) — американская художественная комедийная мелодрама режиссёра Вуди Аллена. Главные роли исполнили сам Аллен и Дайан Китон.
Был номинирован на премию «Оскар» в 5 категориях и получил 4 премии — «лучший фильм», «лучший режиссёр», «лучшая женская роль», «лучший оригинальный сценарий», лишь в категории «лучшая мужская роль» Аллен уступил Ричарду Дрейфусу. Единственный фильм Вуди Аллена, который получил премию «Оскар» в категории «лучший фильм». Также получил премию BAFTA за лучший фильм. В 1992 году помещен в Национальный реестр фильмов, обладая «культурным, историческим или эстетическим» значением.

## Сюжет
В фильме показано зарождение, развитие и конец любовных отношений пары — нью-йоркского стендап-комика Элви Сингера (Вуди Аллен), еврея-невротика, видящего везде антисемитские заговоры и уже 15 лет посещающего психоаналитика, и начинающей певицы Энни Холл (Дайан Китон). Повествование перемежается вставками комедийного характера, относящимися к воспоминаниям или рефлексии персонажей, герои часто ломают «четвёртую стену».
1975 год. Картина начинается с сарказмирующего по поводу своей личной жизни Элви, рассказывающего два анекдота. Он расстался с Энни, хотя ещё год назад они были влюблены. Вырос он в Бруклине в годы Второй мировой войны. Матери и доктору Фликеру он говорит, что у него депрессия, так как Вселенная рано или поздно перестанет существовать, и что-либо не имеет смысла. Доктор Фликер отвечает, что до этого времени надо получить удовольствие от жизни. Семья жила возле парка аттракционов — наверное поэтому он страдает неврозом. Он считал своих одноклассников идиотами. Уже тогда 6-летний Элви впервые поцеловал одноклассницу, за что его отругала учительница. Одноклассники рассказывают, кем устроились в жизни.
Элви делится с другом, актёром Робом, которого он зовёт Максом, своими наблюдениями по поводу антисемитизма окружающих. Его узнают как участника шоу «Сегодня вечером» с Джонни Карсоном и просят автограф. Вместе с девушкой Энни он опаздывает на фильм. В очереди в холле Элви слышит, как мужчина непоследовательно критикует фильм Федерико Феллини и Маршалла Маклюэна. Элви представляет, как Маклюэн лично критикует позицию этого человека. Пара в очередной раз смотрит четырёхчасовой документальный фильм «Скорбь и жалость» о Французском Сопротивлении в годы войны.
Элви отказывается выступать сразу после другого комика, узнав об этом от Эллисон Пучник, пишет диссертацию о политической направленности литературы XX века. Он всё же выходит на сцену и шутит о экс-президенте Дуайте Эйзенхауэре. Дома вместе с Эллисон он анализирует убийство Джона Кеннеди вместо того, чтобы заняться с той сексом. Энни не может продолжать заниматься любовью из-за шума на улице.
Элви узнаёт, что не является первой большой любовью Энни. Та говорит о двух своих предыдущих парнях. Элли напоминает, что Элви был женат на двух нью-йоркских девушках. Элви продолжает обсуждать с Тони тему антисемитизма. После игры в парный теннис с ним и его девушкой он знакомится с Энни, партнёршей по игре. Когда они приезжают к её дому, Элви говорит, что она ужасно водит. Элви шутит, что его бабушка никогда не дарила ему подарков, так как «её казаки насиловали». Та приглашает его в гости. На вопрос, почему тот не принял душ в спортивном центре, он отвечает, что ему не нравится обнажаться перед мужчинами. Энни признаётся, что её бабушка ненавидит евреев. Они начинают витиевато говорить о хобби Энни в фотографии, параллельно демонстрируются титры о том, что они на самом деле пытаются сказать (Энни думает, что глупо выглядит перед Элви, а Элви — как та выглядит обнажённой и о своём занудстве). Они пытаются определиться с датой нового свидания.
Элви присутствует на первом выступлении Энни в клубе. Она считает, что оно прошло ужасно — то микрофон фонит, то тарелка разобьётся, её никто не слушают, все галдят. В кафе Элви говорит Энни о своей предыдущей жене Элисон и о своей вине в их размолвке. Затем они занимаются любовью. Вскоре Элви признаётся Энни в любви. Пара уезжают за город, Элви отговаривает Энни курить травку перед занятием сексом. Во время полового акта Элви кажется, что Энни отдаляется от него. В это время её дух выходит из тела и садится рядом.
На встрече с человеком, пишущим тексты его выступлений, Элви улыбается ему, но не слушает и мечтает о том, что было бы хорошо, если бы он писал их самостоятельно. Элви присутствует на семейном обеде с родителями и бабушкой Энни. Элвин разговаривает с братом Энни Дуэйном, любящем помечтать. Тот отвозит супругов домой. Элвин замечает, как Энни обнимается со своим преподавателем Дэйвом в университете, и устраивает скандал. Энни посещает психоаналитика и делится с Элви впечатлениями. Она рассказывает той свой сон — Фрэнк Синатра в очках душит её подушкой. Элви понимает, что Энни намекает ему на то, что тот сковывает её индивидуализм. Та говорит, что им лучше расстаться. Элви расспрашивает прохожих о их семейной жизни. Элви говорит, что уже в детстве ему нравились другие девушки, чем другим — например, вместо Белоснежки ему по душе была злая фея. Это сопровождается короткой мультипликационной анимацией.
Тони, узнав о проблемах друга в личной жизни, знакомит Элви с журналисткой Пэм, они спят вместе. В три часа ночи Энни вызывает его для убийства паука в ванной. Энни просит его остаться, тот врёт по поводу того, что в его квартире кто-то есть. Пара и Роб едут в Бруклин к семье Элви, в доме которых собираются остальные родственники. Родители того как обычно ругаются. Элви дарит жене часы на завтрашний день рождения. Энни выступает в клубе, публика оказывается благосклонной к ней. С Энни знакомится Тони Лэйси, Элви не принимает участия в разговоре. Пара вновь смотрит документальный фильм о войне. Показывается параллельное посещение супругами психоаналитиков. Элви уговаривают попробовать кокаин стоимостью 2000 долларов за унцию. Тот, занюхнув, чихает в коробочку.
Элви, Энн и Роб едут в Калифорнию. На прослушивании фонограммы смеха с Робом Элви становится плохо. На вечеринке Элви наблюдает, как Лэйси общается с Энни. Домой они возвращаются на самолёте. Каждый думает о том, что их отношения зашли в тупик. Они принимают совместное решение расстаться и сортируют книги. Элви летит в Лос-Анджелес, чтобы повидаться с Энни, и берёт машину напрокат, хотя ему нельзя делать это из-за невроза. Он предлагает Энни пожениться, та отказывается, говоря, что они просто друзья. Она спешит на студию к Лэйси. Вследствие небольшой аварии Элви ненадолго попадает в камеру, его вызволяет Роб. Элви присутствует на актёрский пробах своей первой пьесы о взаимоотношениях с Энни.
Периодически Элви встречался с Энни, дабы вспомнить былое. Демонстрируются моменты их совместной жизни. Фильм заканчивается анекдотом о том, что человек обратился к доктору по вопросу того, что его брат ощущает себя курицей. На вопрос, почему он не сдаст его в психиатрическую лечебницу, тот отвечает, что ему нужны яйца. «Так и между людьми — мы понимаем, что отношения иррациональны, абсурдны, бездарны, но мы продолжаем жить, так как большинству из нас хочется яиц» — подытоживает герой.

## В ролях
- Вуди Аллен — Элви Сингер
- Дайан Китон — Энни Холл
- Тони Робертс — актёр Роб, друг Элви
- Кэрол Кейн — Эллисон
- Пол Саймон — Тони Лэйси
- Шелли Дювалль — журналистка Пэм
- Джанет Марголин — Робин, актёр
- Коллин Дьюхёрст — миссис Холл
- Кристофер Уокен — Дуэйн Холл, брат Энни
- Маршалл Маклюэн — в роли самого себя
- Джефф Голдблюм — гость на вечеринке
- Сигурни Уивер — подруга Элви
- Лори Бёрд — девушка Тони Лэйси
- Шелли Хэк — уличная незнакомка

## Кастинг
Некоторые детали в сюжете фильма, сходные с жизнью Вуди Аллена, заставили критиков сделать предположение, что этот фильм автобиографичен. И Элви, и Аллен были комиками. Дата рождения Аллена написана на школьной доске в начале фильма. Некоторые обстоятельства его детства сходны с жизнью Элви Сингера. Аллен учился в Нью-Йоркском университете как и Элви. Настоящая фамилия Дайан Китон — «Холл», «Энни» было её прозвищем. Кроме того, у Дайан Китон и Вуди Аллена был роман. Тем не менее, Аллен быстро развеял эти предположения. «Вещи, которые люди считают автобиографическими, почти всегда такими не являются», сказал Аллен.
Роль Энни Холл была написана специально для Китон, которая работала с Алленом на таких картинах как «Сыграй ещё раз, Сэм», «Спящий», «Любовь и смерть». Работа над фильмом также отмечена вторым сотрудничеством Аллена и Тони Робертса, после их предыдущего проекта, «Сыграй ещё раз, Сэм».
Первоначально Аллен хотел снять Федерико Феллини в сцене в холле кинотеатра, потому что как раз тогда его работы широко обсуждались, но в итоге Аллен остановил свой выбор на культурологе Маршалле Маклюэне — после того, как Феллини и Луис Бунюэль отказались сняться в камео.
Некоторые актёры отмечали жёсткость Аллена на съёмочной площадке. Режиссёр был холоден по отношению к Маклюэну, которому пришлось вернуться из Канады для пересъёмки сцены. Мордехай Лоунер, который играл отца Элви, утверждал, что Аллен никогда не говорил с ним. Тем не менее, во время съёмок у Аллена завязался роман со Стейси Нелькин, которая появляется в одной сцене. Отношения продлились два года.

## Сценарий
Идея будущего сценария фильма появилась во время прогулки Аллена по Нью-Йорку со своим соавтором Маршаллом Брикменом. Аллен написал первый черновик сценария в течение четырёх дней, отправив его Брикмену, чтобы тот внёс изменения и правки. По словам Брикмена, в центре этого сценария была история 40-летнего мужчины, чья жизнь состояла «из нескольких нитей. Одной из них были отношения с молодой женщиной, другой была озабоченность из-за банальности нашей жизни, а третьей — одержимость самоанализом и рефлексией, в попытке выяснить свой настоящий характер».
Аллену исполнилось 40 лет в 1975 году. Брикмен предполагает, что «новый возраст» и «мысли о смерти» повлияли на работу Аллена со сценарием. Кроме того он был под большим влиянием трагикомедии Федерико Феллини «8 ½», которую Феллини снял во время аналогичного поворотного момента своей жизни. Аллен и Брикмен работали над сценарием до тех пор, пока они не были готовы просить у United Artists 4 миллиона долларов на съёмки.
Многие элементы из ранних черновиков были убраны из окончательной версии сценария. Изначально это должна была быть драма, описывающая таинственное убийство с комическими и романтическими сюжетными линиями. Хотя соавторы решили отказаться от сюжетной линии с убийством, Аллен и Брикмен написали сценарий об убийстве много лет спустя: Загадочное убийство на Манхэттене, в котором также главную роль сыграла Дайан Китон. Проект, представленный Алленом редактору фильма, Ральфу Розенблюму, заканчивался словами «и приговаривается к расстрелу».
Рабочим названием фильма была «Ангедония», термин, означающий неспособность получать удовольствие. Однако, United Artists посчитала это название неподходящим, среди альтернатив, предложенных Брикменом были такие названия: «It Had to Be Jew», «Rollercoaster Named Desire» and «Me and My Goy».

## Разное
Дайан Китон исполняет в фильме песни «Seems Like Old Times» (1945, музыка Кармена Ломбардо, слова Джона Джейкоба Леба) и «It Had to Be You» (1924, музыка Ишама Джонса, слова Гаса Кана).
Главные герои неоднократно смотрят в кинотеатре четырёхчасовой документальный фильм Марселя Офюльса «Скорбь и жалость», посвященный французскому Сопротивлению.

## Критика
После выхода фильма в мире критиков прошла волна восхищения, но все же никто не соглашался с тем, что фильм выиграет главный «Оскар» (все ставили на «Звёздные войны. Эпизод IV: Новая надежда»), и тот факт, что он стал лучшим фильмом года до сих пор поражает многих зрителей и критиков. Фильм стал выходом Вуди Аллена из амплуа комедийного сценариста и режиссёра, и это оказалось очень удачным. Кинокритик Роджер Эберт, как только вышел фильм, оценил фильм лишь на 3,5 звезды из 4, но в 2002 году он пишет повторную рецензию, где «присваивает» фильму, по своему мнению, звание «великого фильма», похвалив хорошую визуализацию и вступление, где Элви обращается к зрителям.
«Энни Холл» содержит больше интеллектуального остроумия и культурных ссылок, чем любой другой фильм, который когда-либо выигрывал «Оскар» за лучший фильм, и то, что он обошел в 1977 году «Звёздные войны», сегодня совершенно немыслимо. Победа ознаменовала начало карьеры Вуди Аллена как режиссера (его ранние работы были смешные, но незначительные), и это сигнализировало о конце «золотого века» американского кино.
На сайте Rotten Tomatoes, где из 65 рецензий только 1 оказалась отрицательной, средний балл фильма составил 8.9 с критическим заключением:
Наполненный трогательной актерской игрой и убийственным юмором «Энни Холл» предоставляет Вуди Аллену большой скачок и остается американской классикой.
Высоко об этой работе отзывался американский режиссёр Билли Уайлдер: «Мне она очень понравилась. Очень личная, очень хорошая. Я большой поклонник Вуди Аллена, когда она работает в полную силу». К недостаткам Уайлдер отнёс то, что Аллен, по его словам, снимает не фильмы, а «эпизоды», которые плохо монтирует: «Он снимает, как двое идут, идут и говорят что-то смешное. Это мёртвые кадры, если вы понимаете о чём я. Камера следует за ними до упора, вот-вот уже кончатся деревянные рельсы, по которым она катится, а они всё идут и разговаривают. Он очень хитрый и остроумный парень, но мне бы хотелось, чтобы он не играл сам. В жизни он смешной, а в этой картине — по-моему нет».

## Награды
- 1977 — премия Национального совета кинокритиков США за лучшую женскую роль второго плана (Дайан Китон).
- 1978 — 4 премии «Оскар»: лучший фильм (Чарльз Джоффе), лучшая женская роль (Дайан Китон), лучший режиссёр (Вуди Аллен), лучший оригинальный сценарий (Вуди Аллен, Маршалл Брикмен), а также номинация за лучшую мужскую роль (Вуди Аллен).
- 1978 — премия «Золотой глобус» за лучшую женскую роль в комедии или мюзикле (Дайан Китон), а также четыре номинации: лучший фильм (комедия или мюзикл), лучшая мужская роль (комедия или мюзикл) (Вуди Аллен), лучший режиссёр (Вуди Аллен), лучший сценарий (Вуди Аллен, Маршалл Брикмен)
- 1978 — 5 премий «BAFTA»: лучший фильм (Чарльз Джоффе, Джек Роллинз), лучший режиссёр (Вуди Аллен), лучшая женская роль (Дайан Китон), лучший сценарий (Вуди Аллен, Маршалл Брикмен), лучший монтаж (Ральф Розенблум, Уэнди Грин Бричмонт), а также номинация за лучшую мужскую роль (Вуди Аллен).
- 1978 — премия «Бодиль» за лучший неевропейский фильм (Вуди Аллен).
- 1978 — номинация на премию «Сезар» за лучший иностранный фильм (Вуди Аллен).
- 1978 — премия Гильдии режиссёров Америки за лучшую режиссуру — художественный фильм (Вуди Аллен).
- 1978 — премия Гильдии сценаристов США за лучшую оригинальную комедию (Вуди Аллен, Маршалл Брикмен).

Американский институт киноискусства:
31-е (1998) и 35-е (2007) места в списке 100 фильмов
4-е место в 100 комедий
2-е место в «10 лучших романтических комедий» списка 10 фильмов из 10 жанров